# Бърно-Туржани (летище)
Туржани (на чешки: Tuřany или Letiště Brno-Tuřany) е международното летище в чешкия град Бърно. Летището е собственост на Южноморавския край и се намира под управлението на дружеството „Letiště Brno, a.s.“.
Летището може да приема самолети тип Боинг 767 и „Еърбъс“ 330/340.
Терминалът се състои от две сгради – по-стара, строена през 50-те години и нова, открита през 2006 г. Пропускателната способност на новата сграда е хиляда пътника на час, а самото здание е в стил органична архитектура.
Летището се намира в границите на града, в близост до магистрала D1; то се обслужва от маршрутите на автобуси 76 и 89 (нощен), които го свързват с централната жп гара на града.
В близост до съвременното местоположение на летището е проведена битката при Аустерлиц.

## Дестинации и превозвачи
Към април 2012 г. редовни полети извършват следните авиокомпании:
- Райънеър: Лондон (Станстед), Милано (Бергамо)
- Уиз Еър: Лондон (Лутън), Рим (Фиумичино), Айндховен
- ЮТеър: Москва (Внуково)
- Turkmenistan Airlines: Ашхабад (карго полети)[2]:
- TNT Airways: Лиеж (карго полети)

## Галерия
- B757 и B737 преди полети до Москва
- Боинг 737 на ЮТеър в Бърно

## Дейност
През 2009 г. най-популярните дестинации са Лондон (101 хиляди, -15 %), Прага (42 842, +18 %), Москва (21 520, +5 %).
Пътникопоток по години:
| Година                | 1998 | 1999  | 2000   | 2001 | 2002  | 2003 | 2004 | 2005  | 2006  | 2007 | 2008  | 2009  | 2010 | 2011  | 2012 | 2013  |
| --------------------- | ---- | ----- | ------ | ---- | ----- | ---- | ---- | ----- | ----- | ---- | ----- | ----- | ---- | ----- | ---- | ----- |
| Пътници, хиляди души. | 110  | 128   | 113    | 129  | 157   | 166  | 172  | 316   | 394   | 415  | 506   | 441   | 397  | 557   | 535  | 463   |
| Промяна %             | ▬    | ▲16,2 | ▼11,84 | ▲14  | ▲22,3 | ▲5,6 | ▲3,4 | ▲83,6 | ▲24,7 | ▲5,5 | ▲21,8 | ▼12,9 | ▼10  | ▲40,5 | ▼4   | ▼13,4 |